# Kwintus Kurcjusz Rufus
Kwintus Kurcjusz Rufus (łac. Quintus Curtius Rufus) – senator i konsul rzymski, pisarz i historyk. Prawdopodobnie żył i tworzył za czasów cesarzy: Tyberiusza, Kaliguli i Klaudiusza. Jedyne częściowo zachowane dzieło Kwintusa Rufusa, Historiae Alexandri Magni („Historia Aleksandra Wielkiego”), było napisaną po łacinie dziesięciotomową biografią Aleksandra Wielkiego (pierwsze dwa tomy zaginęły, pozostałe osiem jest niekompletnych). Jest to jednocześnie jedyna zachowana duża biografia Aleksandra Wielkiego z czasów rzymskich, która jednak zawiera błędy, powielone prawdopodobnie z biografii Aleksandra Wielkiego autorstwa Klejtarchosa.
W Polsce „Historia Aleksandra Wielkiego” została wydana w roku 1976 tłumaczeniu zespołowym pod red. Lidii Winniczuk (Warszawa, Państwowe Wydawnictwo Naukowe, 1976).